# 大甲西社
大甲西社，即今台中市大甲區德化里附近，習稱社尾。

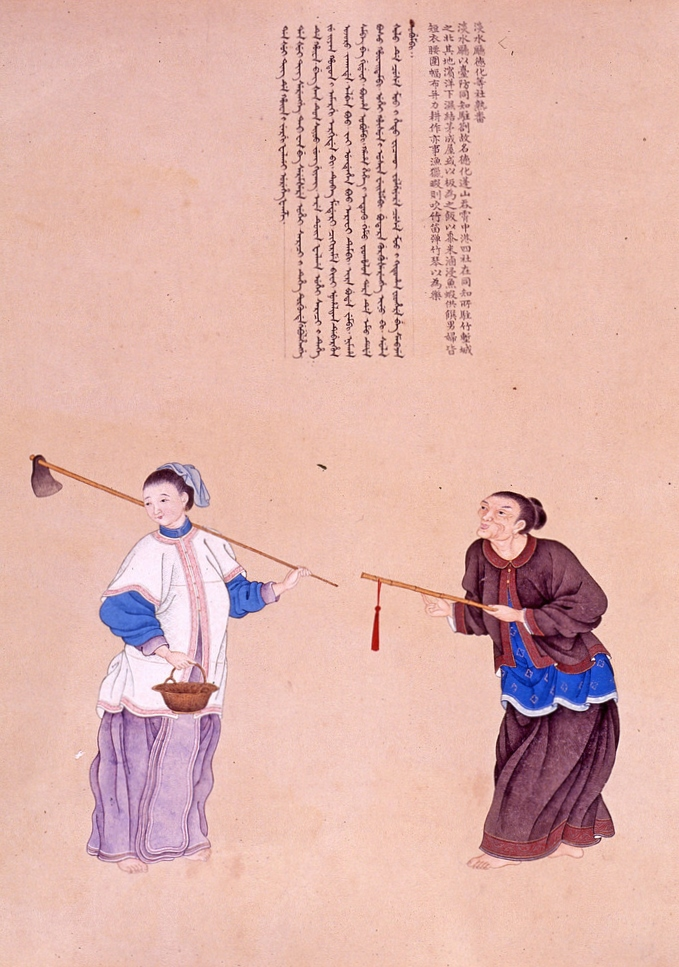
淡水廳德化社熟番

郁永河《裨海紀遊》稱大甲社即崩山社，雍正十年（1732年）大甲西社事件被清廷討平後，大甲西社被改稱為德化社，在今日大甲番仔寮一帶。